# Đồng Tiến, Hiệp Hòa
Đồng Tiến là một xã thuộc huyện Hiệp Hòa, tỉnh Bắc Giang, Việt Nam.

## Địa lý
Xã Đồng Tiến có diện tích 7,92 km², dân số năm 2023 là 10.497 người, mật độ dân số đạt 1.325 người/km².

## Lịch sử
Ngày 28 tháng 9 năm 2024, Ủy ban Thường vụ Quốc hội ban hành Nghị quyết số 1191/NQ-UBTVQH15 về việc sắp xếp đơn vị hành chính cấp huyện, cấp xã của tỉnh Bắc Giang giai đoạn 2023 – 2025 (nghị quyết có hiệu lực từ ngày 1 tháng 1 năm 2025). Theo đó, thành lập xã Đồng Tiến trên cơ sở toàn bộ 3,74 km² diện tích tự nhiên, quy mô dân số 4.122 người của xã Đồng Tân và toàn bộ 4,18 km² diện tích tự nhiên, quy mô dân số là 6.375 người của xã Thanh Vân.
Xã Đồng Tiến có 7,92 km² diện tích tự nhiên và quy mô dân số là 10.497 người.